# Cantone di Saint-Hilaire-des-Loges
Il Cantone di Saint-Hilaire-des-Loges era una divisione amministrativa dell'arrondissement di Fontenay-le-Comte.
È stato soppresso a seguito della riforma complessiva dei cantoni del 2014, che è entrata in vigore con le elezioni dipartimentali del 2015.
Comprendeva i comuni di:
- Faymoreau
- Foussais-Payré
- Mervent
- Nieul-sur-l'Autise
- Oulmes
- Puy-de-Serre
- Saint-Hilaire-des-Loges
- Saint-Martin-de-Fraigneau
- Saint-Michel-le-Cloucq
- Xanton-Chassenon